# رالي كرواتيا
رالي كرواتيا (باللغة الكرواتية: Reli Hrvatska) هو سباق رالي للسيارات أقيم لأول مرة في عام 1974، وضمن سباقات بطولة العالم للراليات. ويقام على طرق مقاطعات زغرب وكارلوفاتش وكرابينا زاغوريه
. على طرق أسفلتيه ضيقة للغاية وأحد أصعب الراليات في جدول المسابقة.